# Andrew Carignan
Gary Andrew Carignan, ameriški bejzbolist, * 23. julij 1987, New London, Connecticut, ZDA.

## Srednješolska kariera
Obiskoval je srednjo šolo Norwich Free Academy v svoji rodni zvezni državi.

## Poklicna kariera
Carignan je bil izbran v 5. krogu nabora lige MLB leta 2007 s strani ekipe iz Oaklanda.
V ligo MLB je bil prvič vpoklican 2. septembra 2011. 
Svojo prvo zmago v ligi je dosegel 12. aprila 2012 na tekmi proti ekipi Kansas City Royals, na tekmi, ki se je končala šele po 12. menjavah.